# 公共交通機関

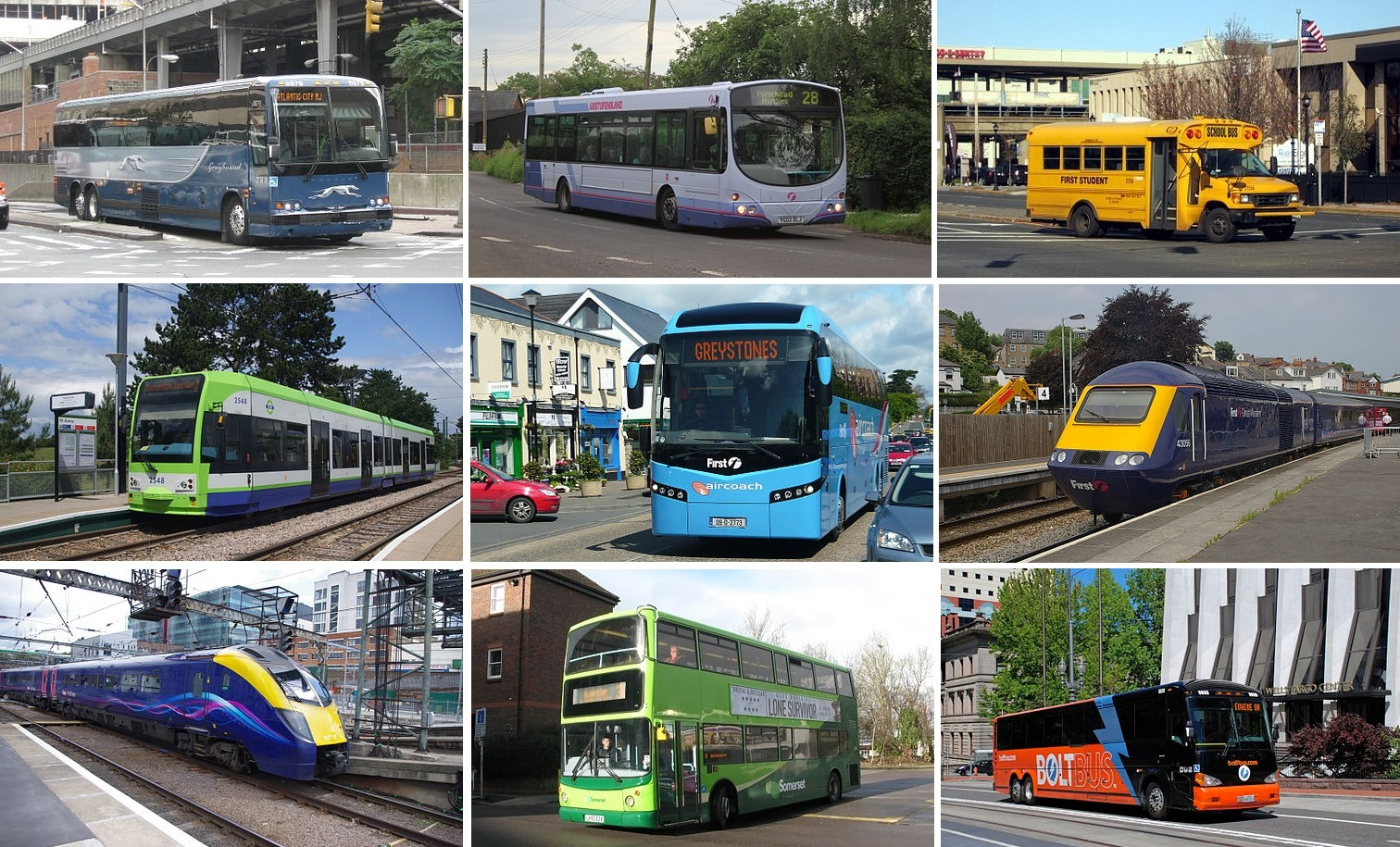

公共交通機関（こうきょうこうつうきかん、英語：public transport）とは、不特定多数の人々が利用する交通機関を指す。陸上交通では鉄道や路線バスなどが該当する。なお、タクシーについては、これを公共交通機関に含むという解釈と含まないという解釈がある。

## 日本での定義（バリアフリー新法）
日本の高齢者、障害者等の移動等の円滑化の促進に関する法律（バリアフリー新法）では、「公共交通事業者等」を以下のように定義している。
- 鉄道事業法による鉄道事業者
- 軌道法による軌道経営者
- 道路運送法による一般乗合旅客自動車運送事業者及び一般乗用旅客自動車運送事業者（路線バス・タクシー）
- 自動車ターミナル法によるバスターミナル事業を営む者
- 海上運送法による一般旅客定期航路事業を営む者
- 航空法による本邦航空運送事業者
- 上記以外の者で以下の旅客施設を設置し、又は管理するもの
  - 鉄道事業法による鉄道施設
  - 海上運送法による輸送施設
  - 航空旅客ターミナル施設

## 種類
技術進歩や社会の変化により、姿を消した交通手段も含む。
- 鉄道・軌道
  - （人車軌道）
  - （馬車鉄道）
  - （軽便鉄道）
  - 高速鉄道 - 新幹線
  - 地下鉄
  - 路面電車
    - ライトレール

  - モノレール
    - スカイレール

  - 新交通システム
  - DMV
  - 磁気浮上式鉄道 - リニアモーターカー
  - ガイドウェイバス
  - トロリーバス
  - ゴムタイヤトラム
  - ケーブルカー
  - カーレーター
  - 水平エレベーター
  - ロープウェイ・ゴンドラリフト（都市索道）
- 自動車
  - 路線バス（21条バス、みなし4条バスも含む）
    - 自治体バス（21条バス・みなし4条事業者を除く）
      - 80条バス
      - コミュニティバス

    - 高速バス

  - グリーンスローモビリティ
  - タクシー ※公共交通機関に含めない考え方もある。
    - 乗合タクシー
- 船舶
  - フェリー
  - 離島や対岸への定期路線としての旅客船
  - 渡し船
- 航空路線（国内線、国際線）
- デマンド型交通

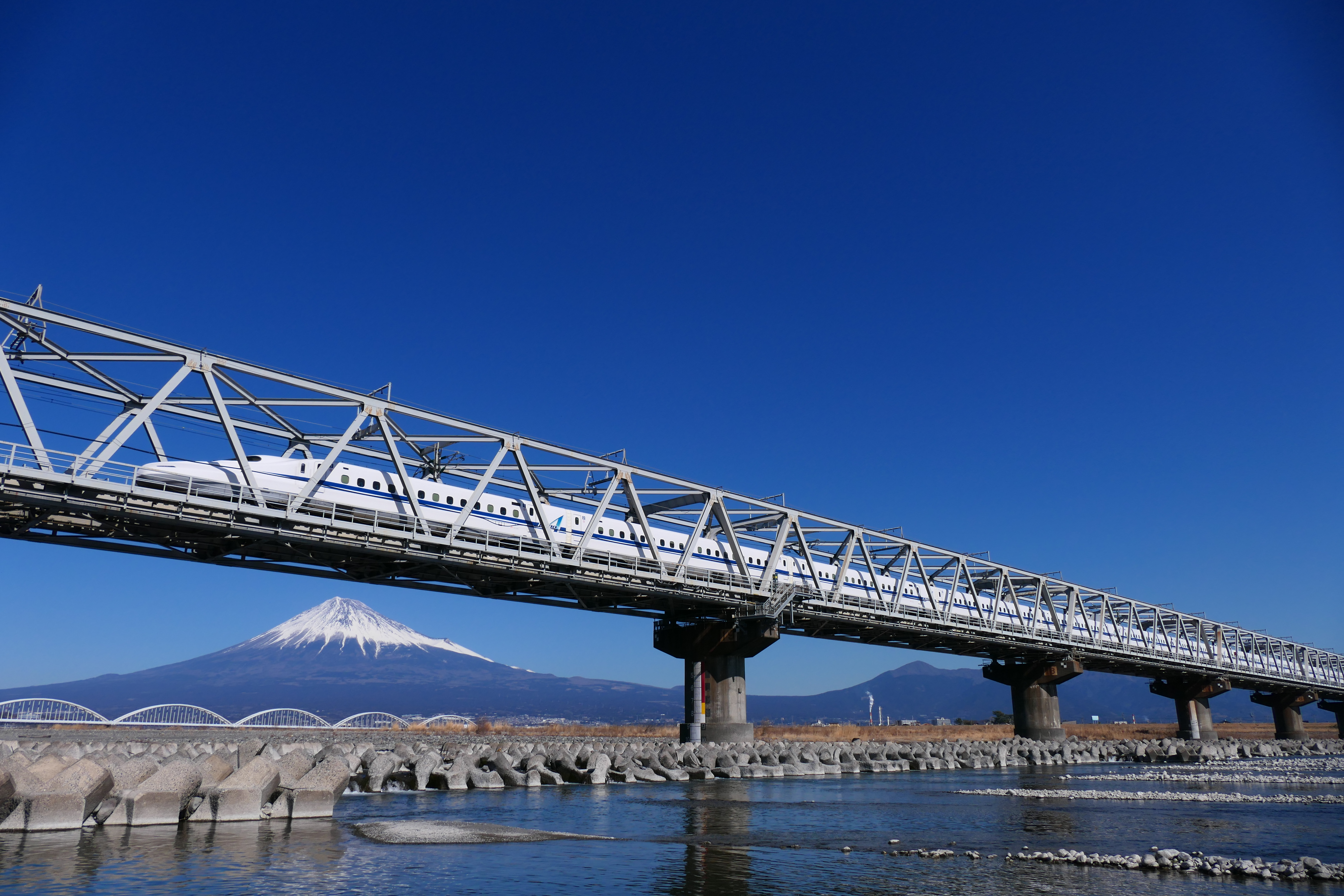
高速鉄道（新幹線）
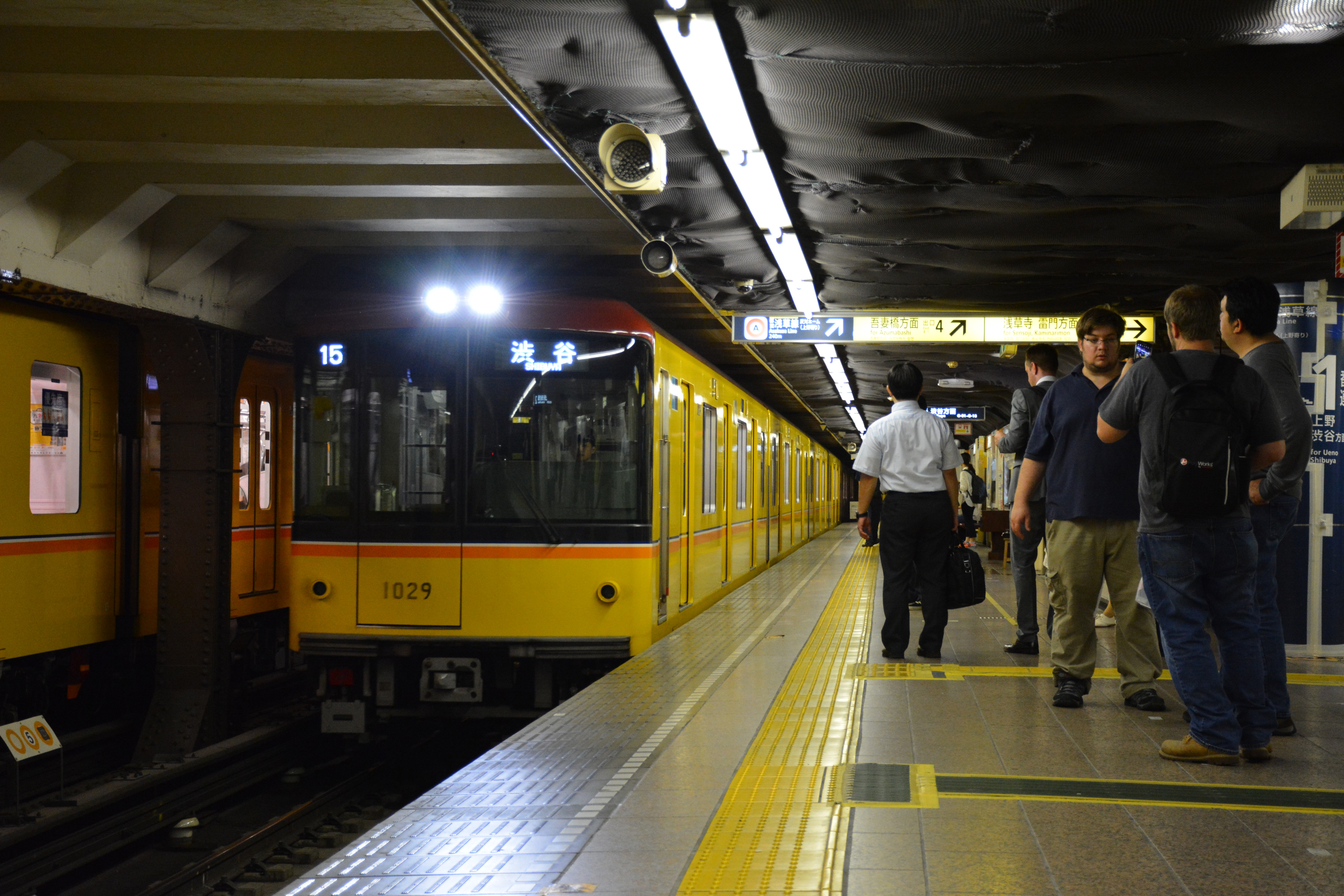
地下鉄（東京地下鉄）
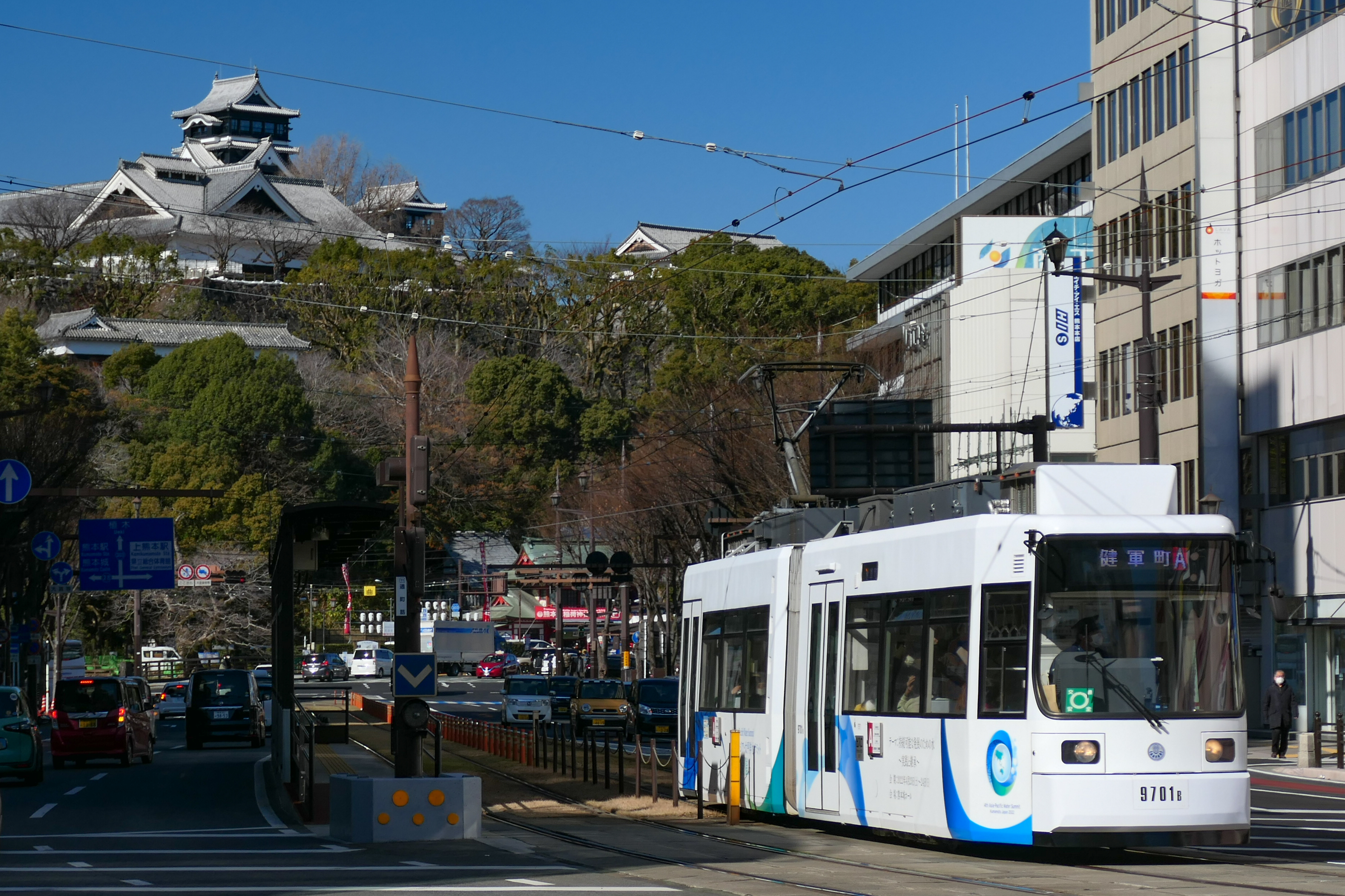
路面電車（熊本市交通局）
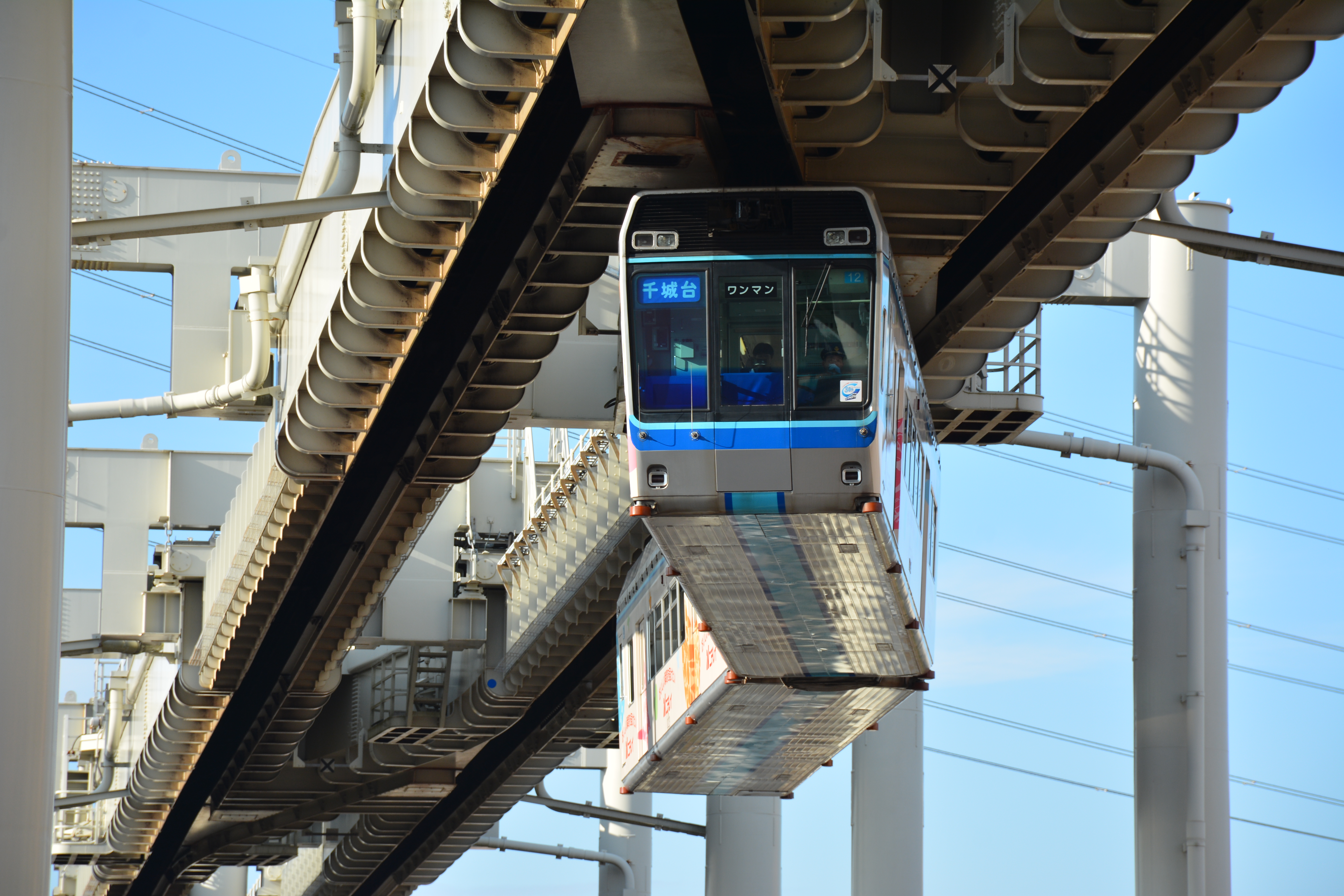
モノレール（千葉都市モノレール）
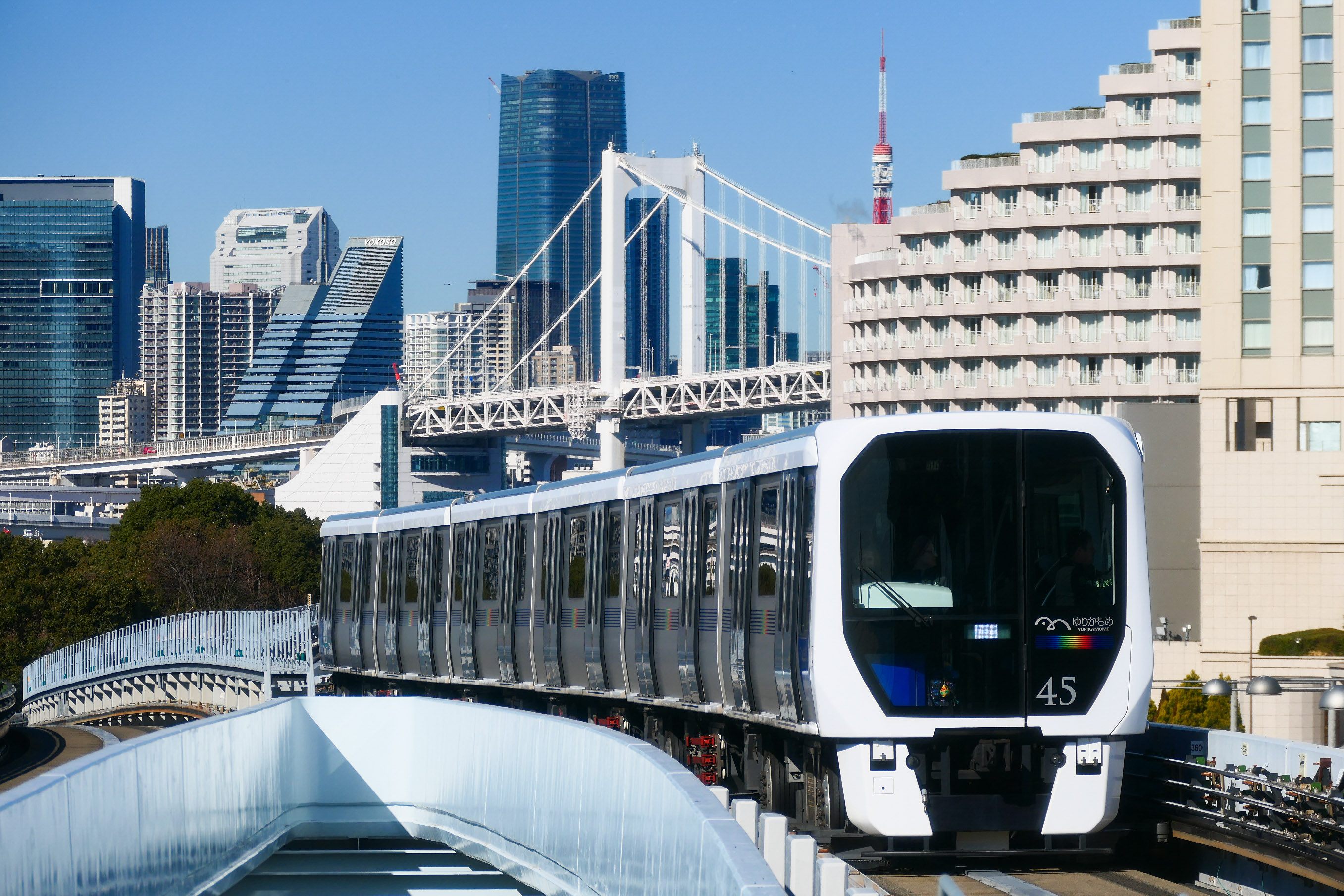
新交通システム（ゆりかもめ）
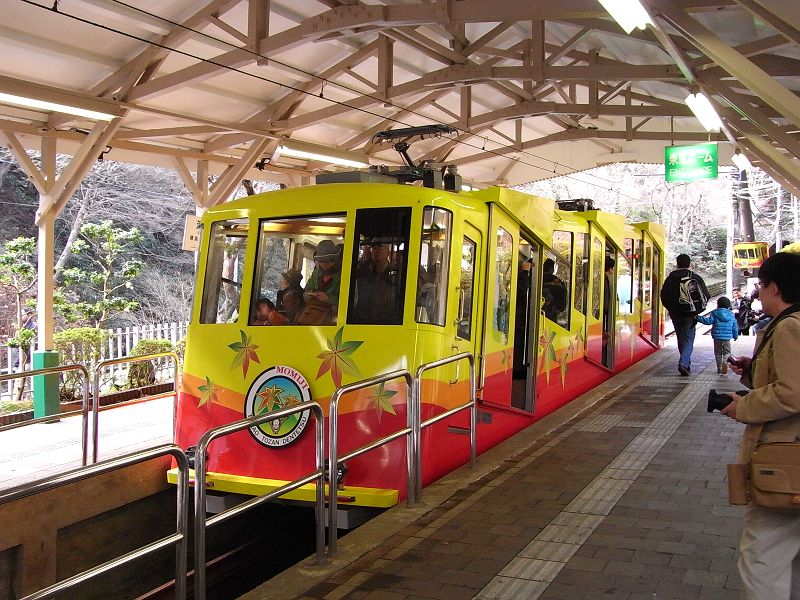
ケーブルカー（高尾登山電鉄）
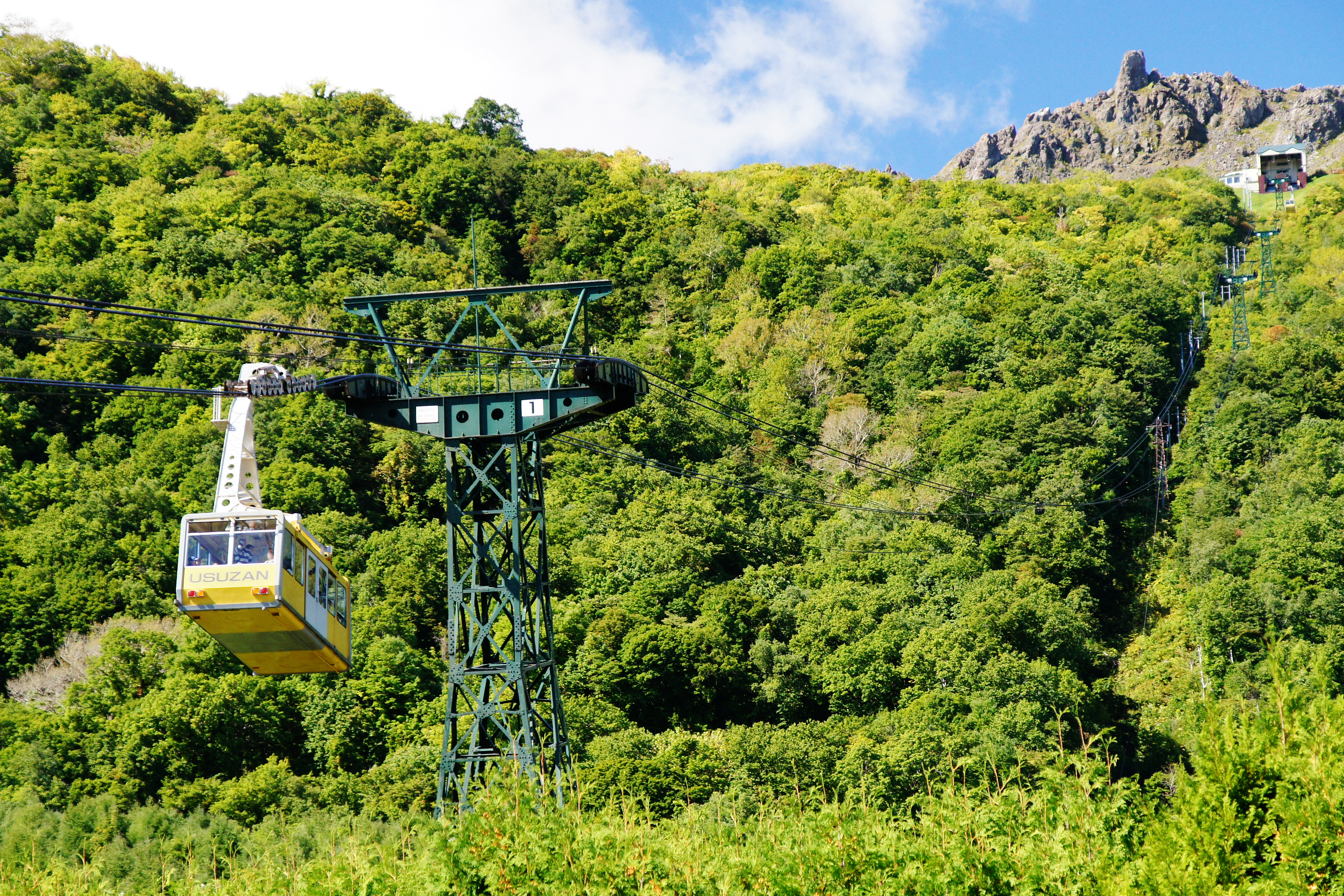
ロープウェイ（ワカサリゾート）
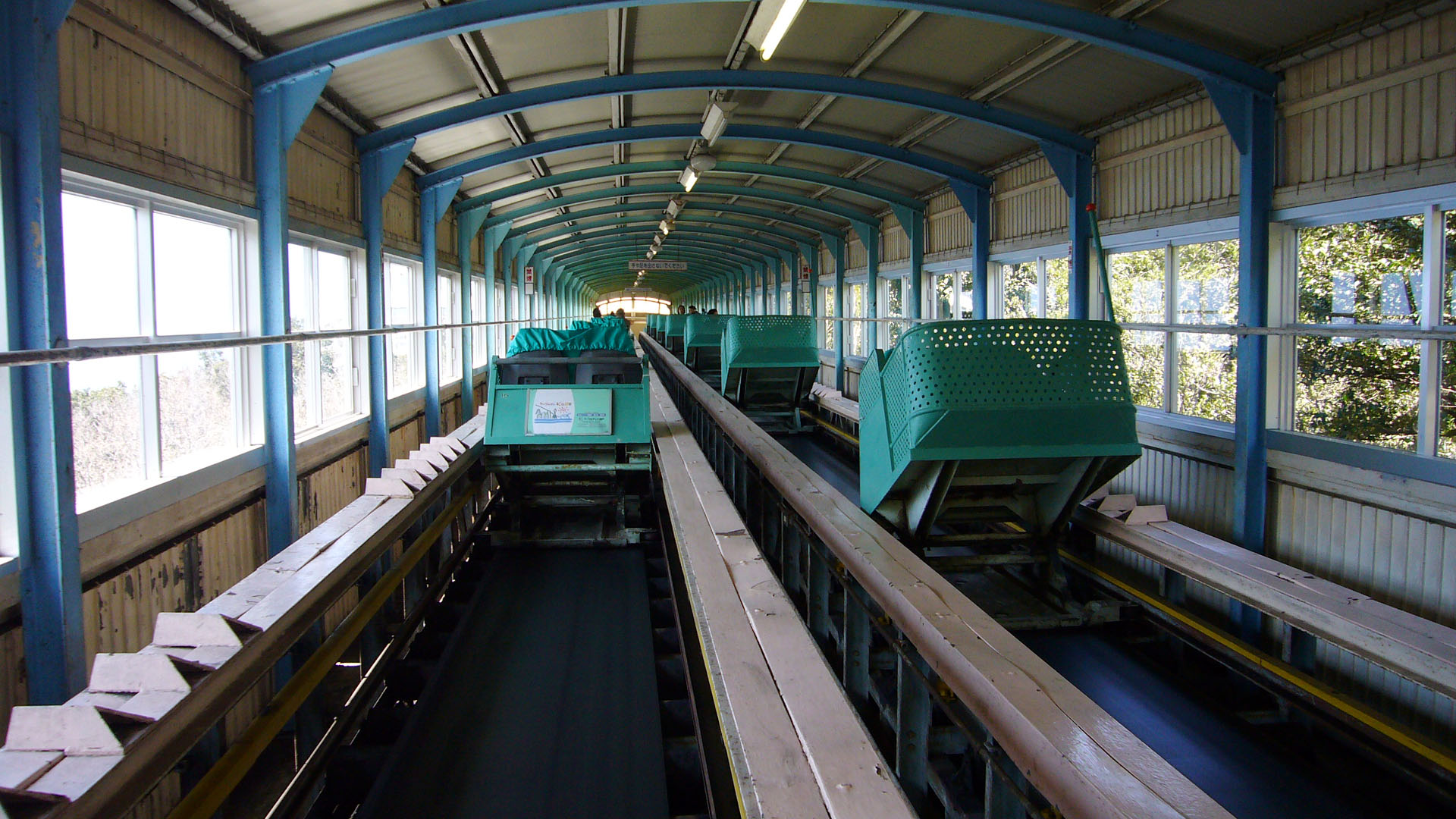
カーレーター（須磨浦山上遊園）
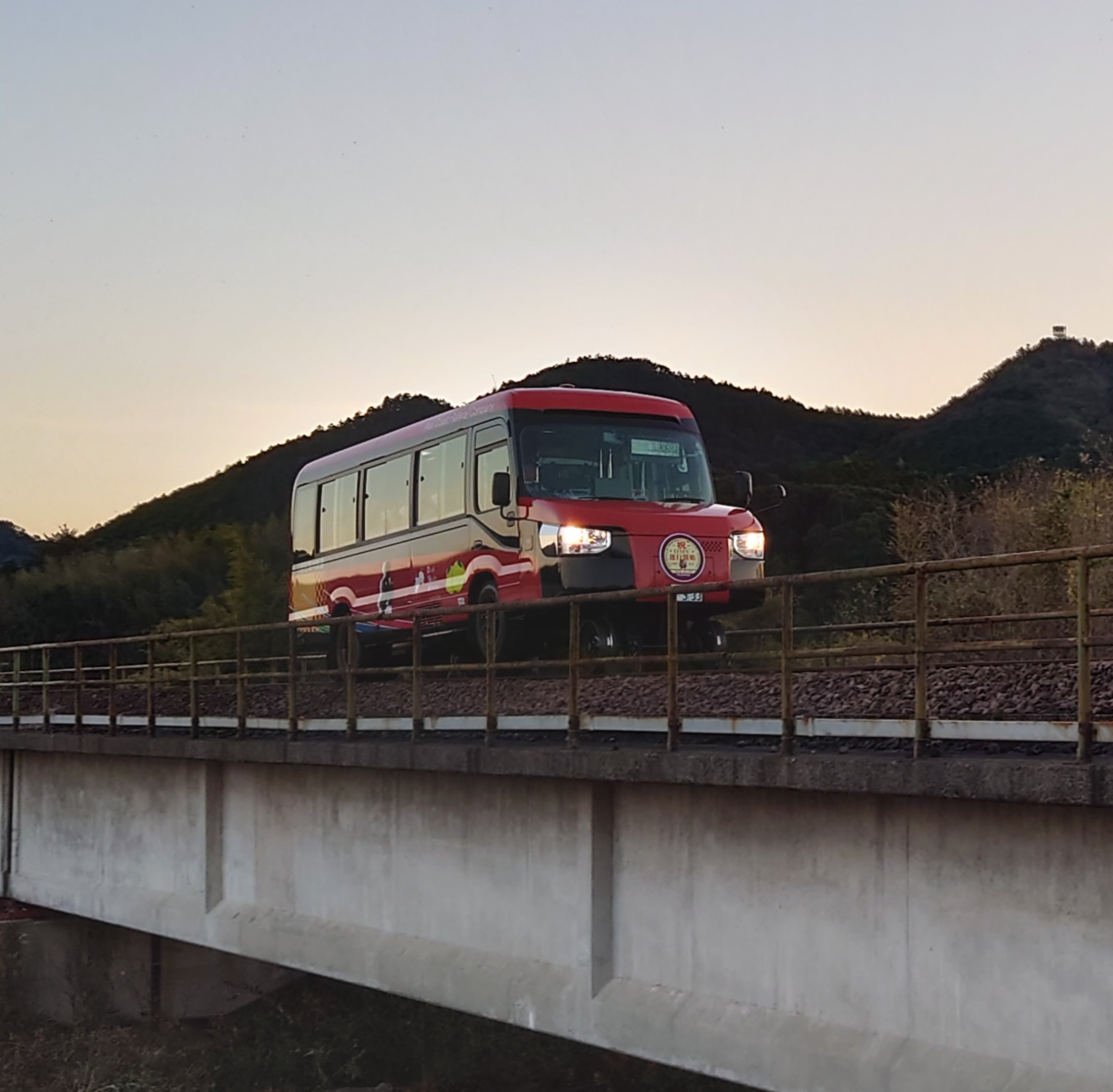
DMV（阿佐海岸鉄道）
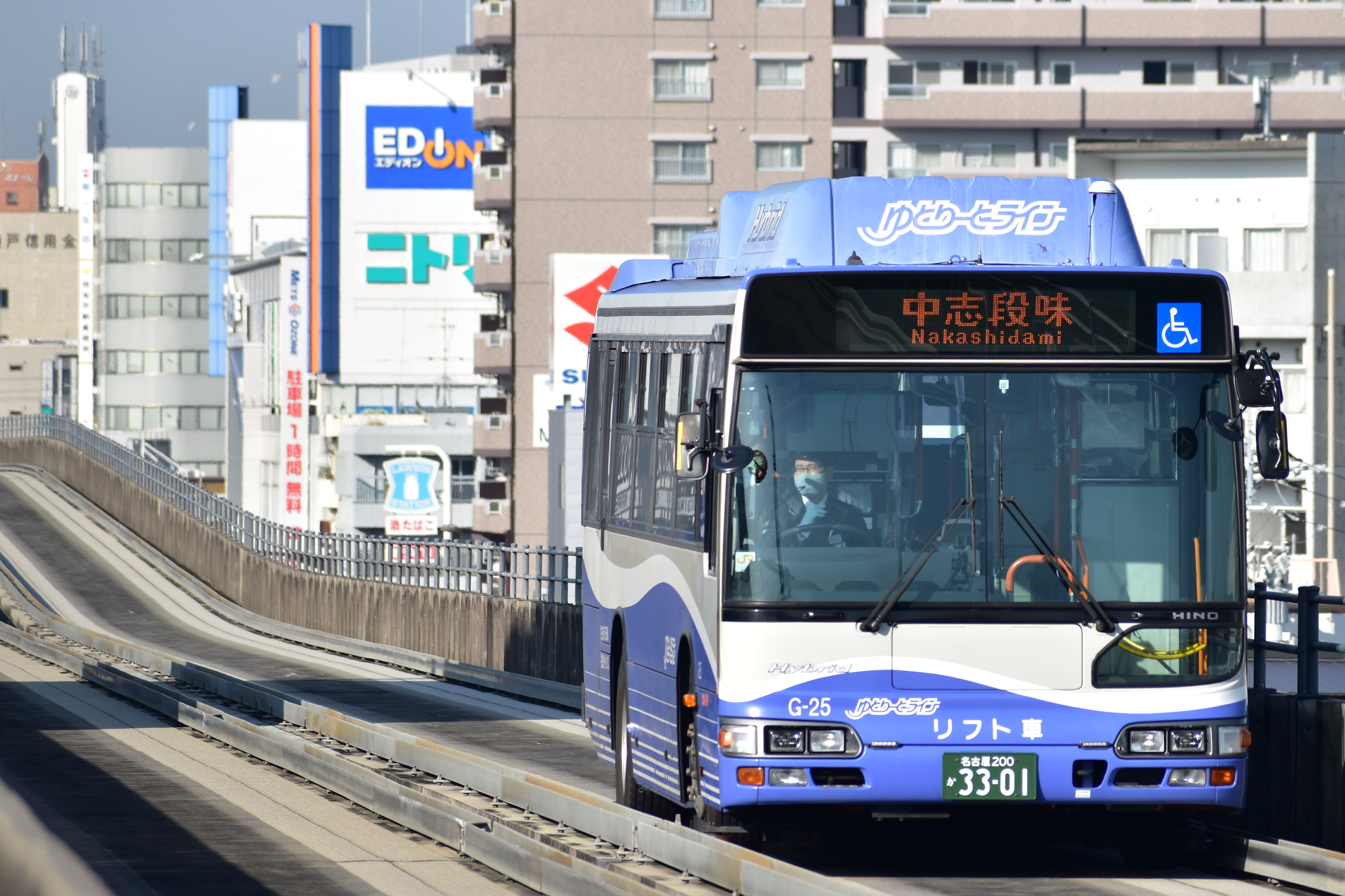
ガイドウェイバス（ゆとりーとライン）
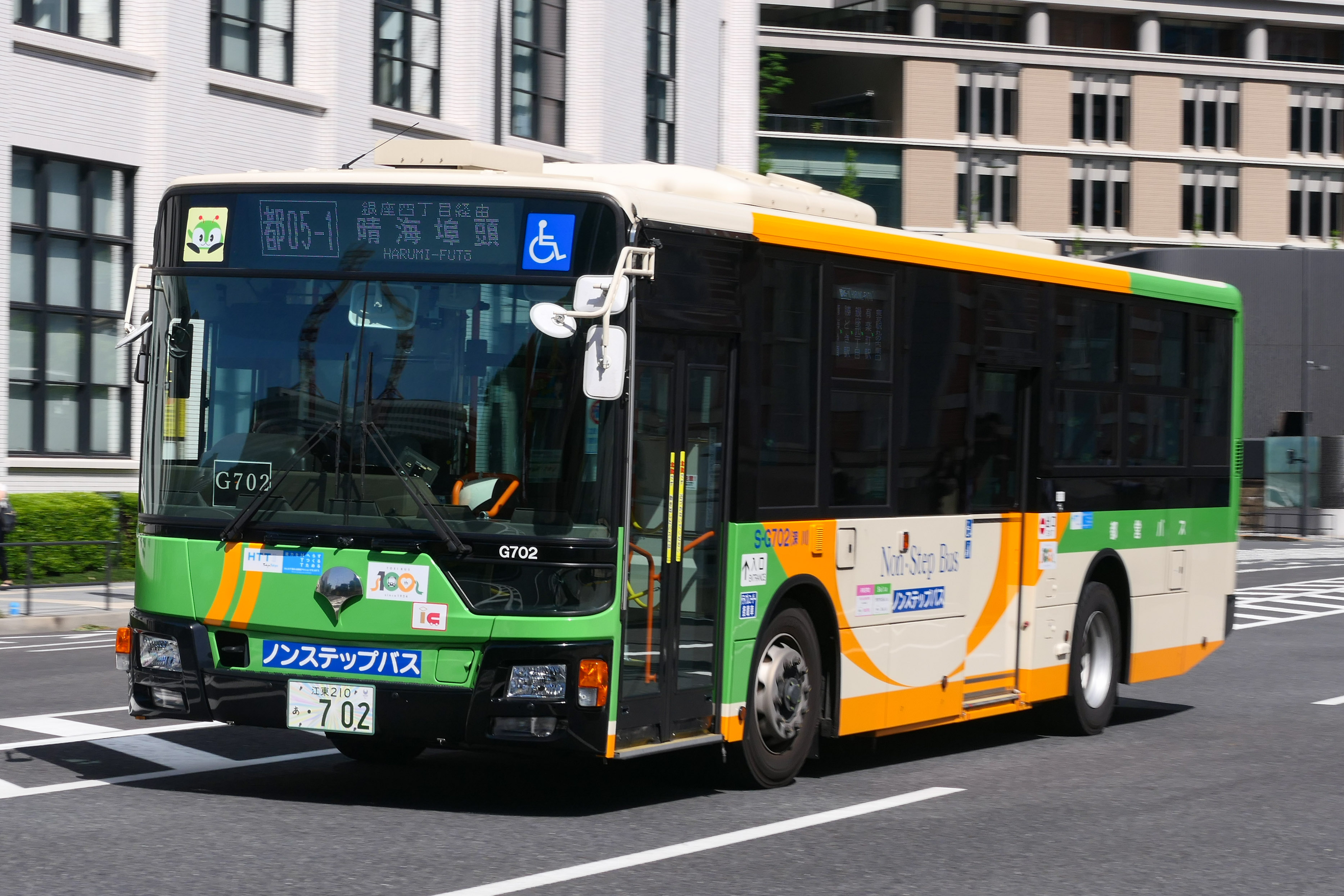
路線バス（東京都交通局）
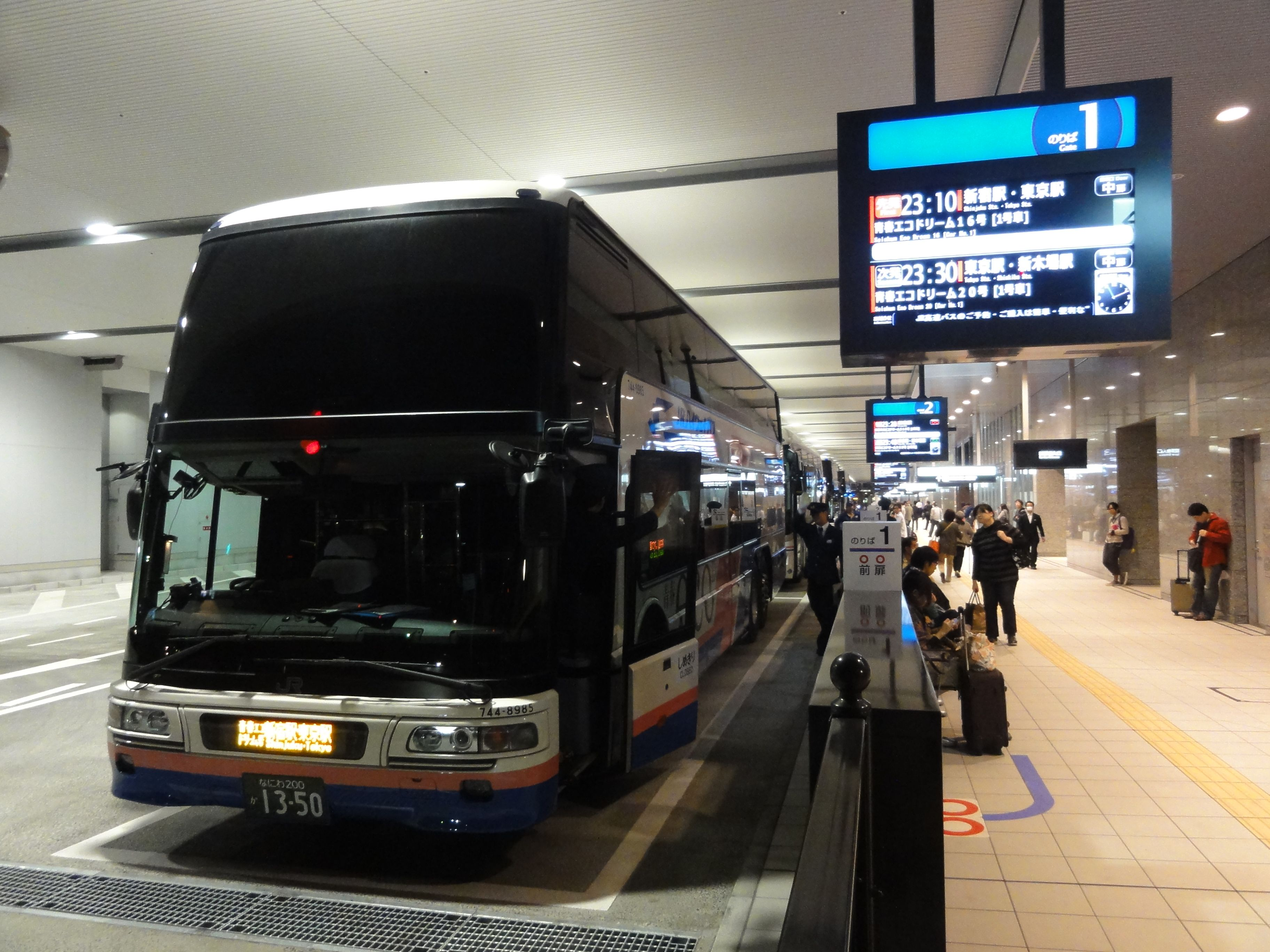
高速バス（西日本ジェイアールバス）
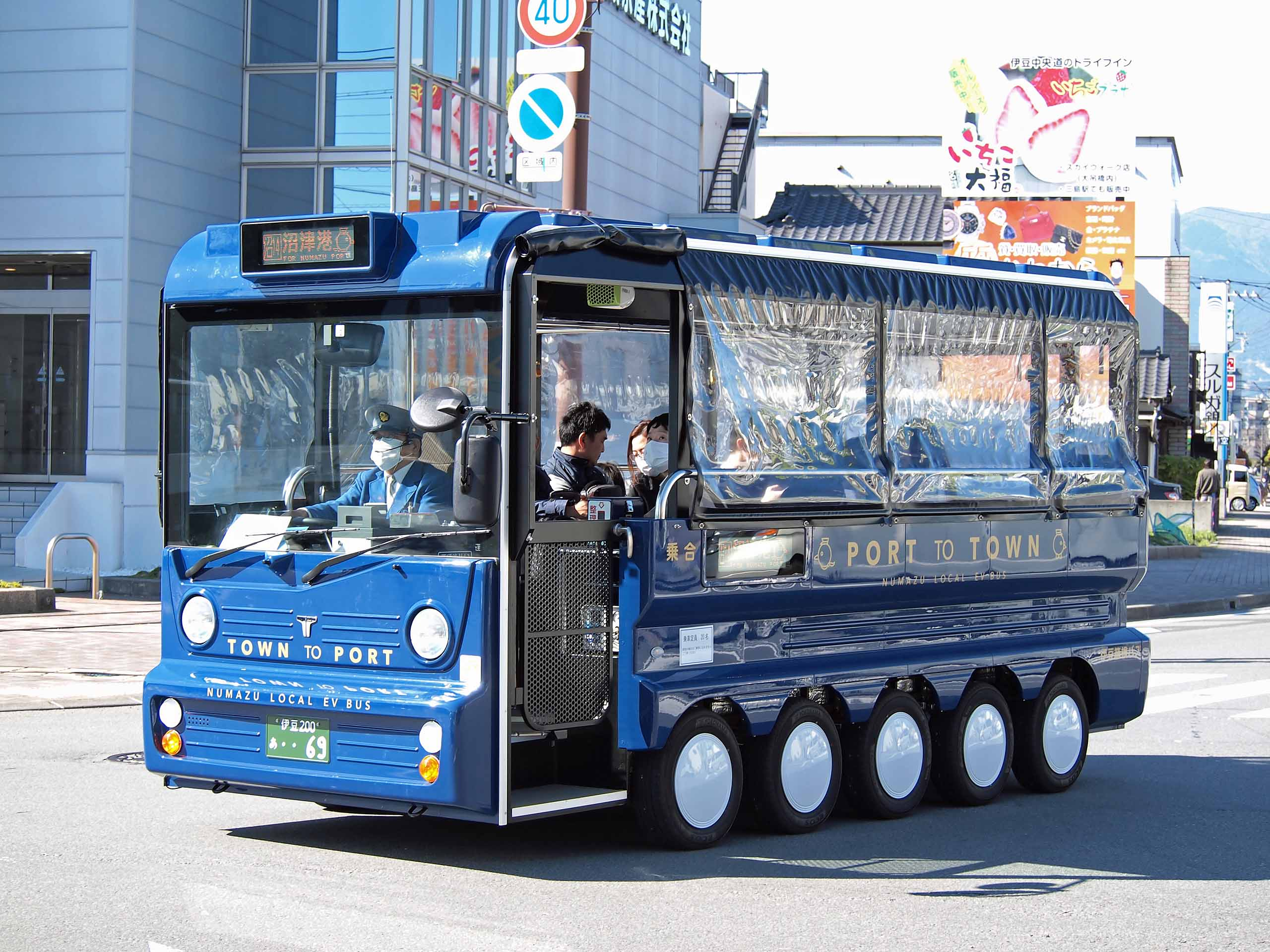
グリーンスローモビリティ（伊豆箱根鉄道）
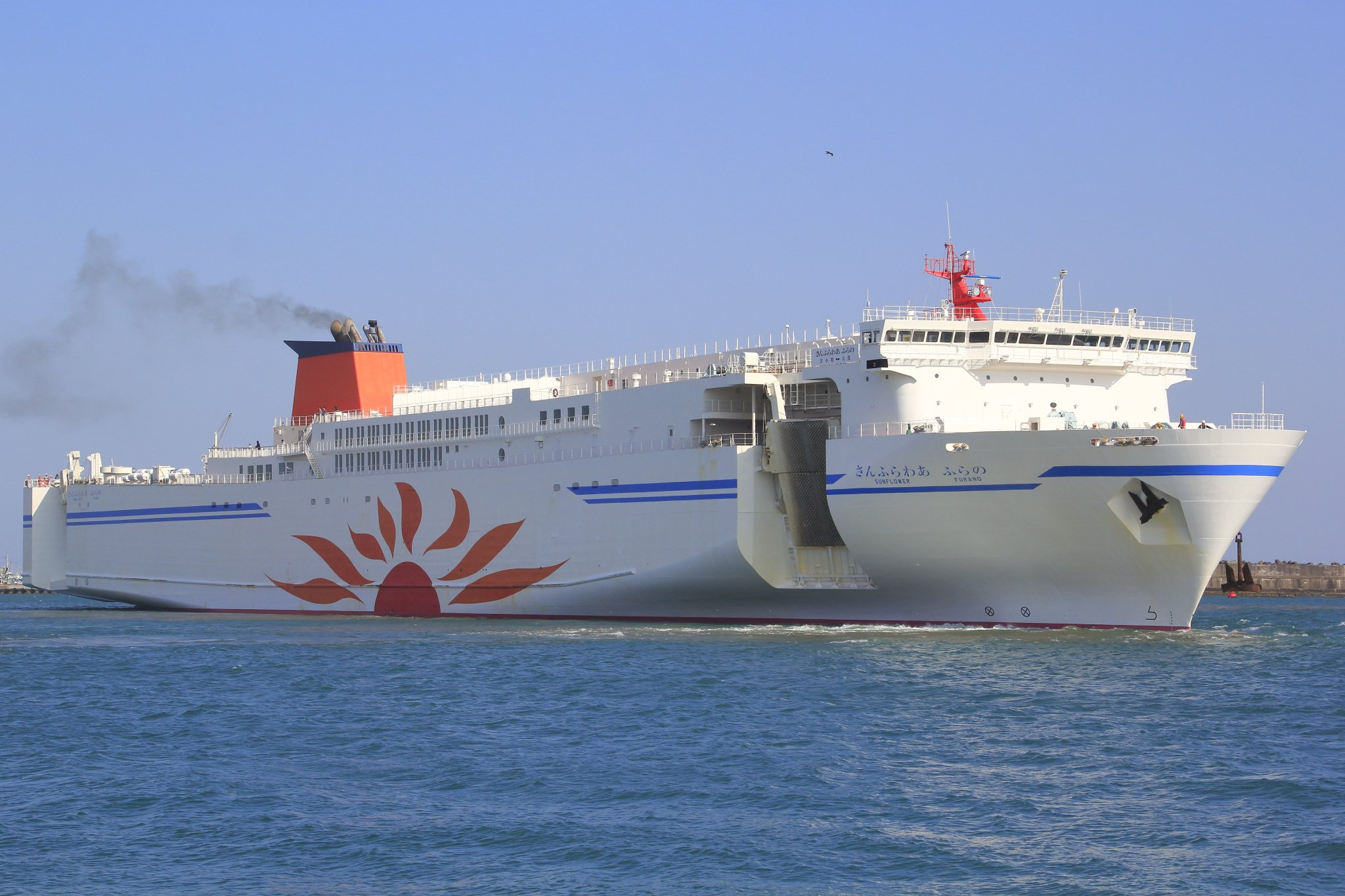
フェリー（商船三井さんふらわあ）
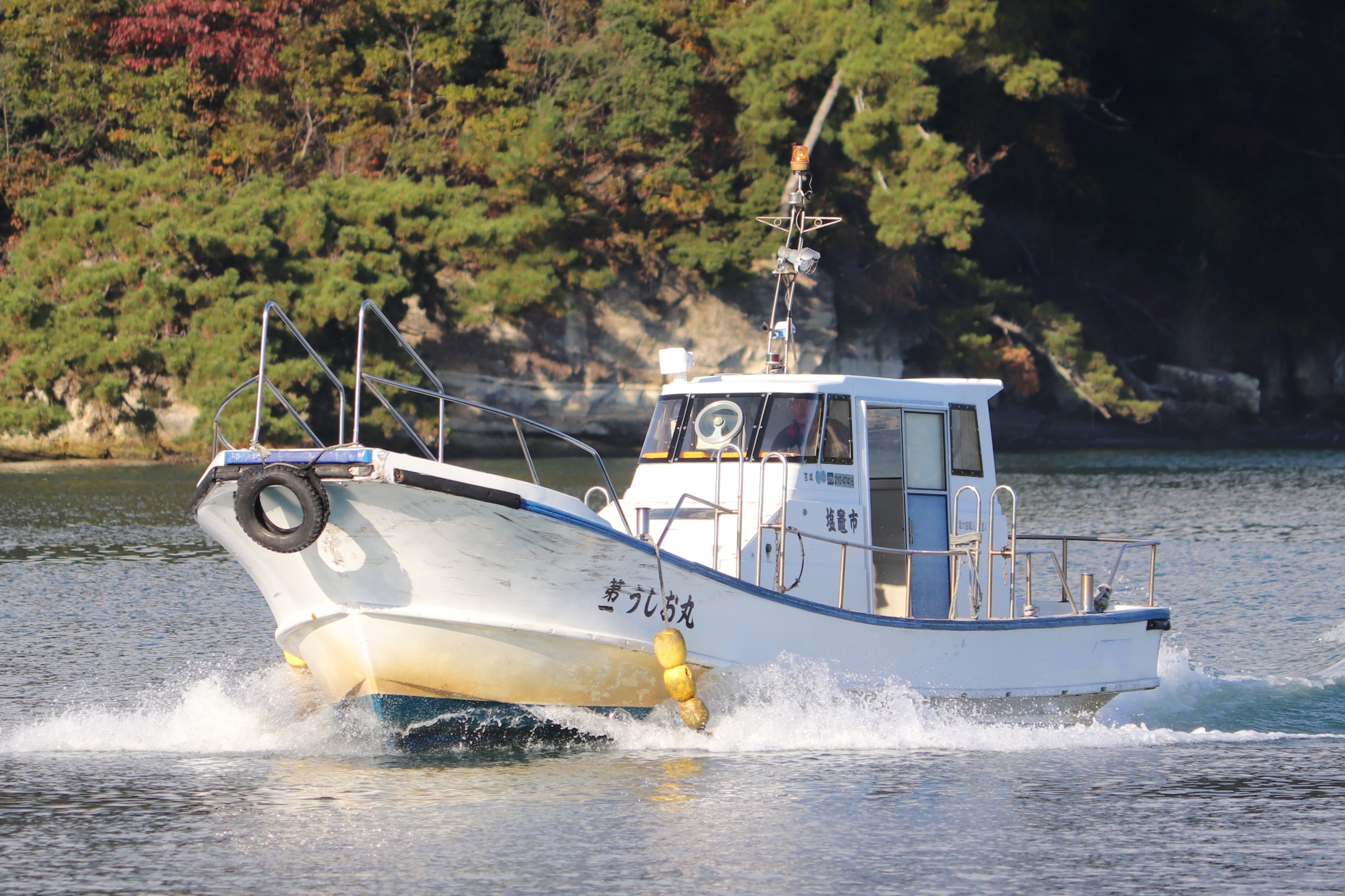
渡し船（島内間渡船）
航空路線（日本航空）

## 交通空白地帯
買い物難民、医療難民の項目も参照。
鉄道駅やバス停留所から遠く、タクシーも営業していない地域を「（公共）交通空白（地帯）」と呼ぶ。住民は自家用車で移動することが多いが、公共交通機関が元からないか、過疎化に伴う路線廃止・撤退が起きると、子供や運転免許を返納した高齢者らが交通弱者となる。日本の国土交通省は2024年（令和6年）に「交通空白」解消本部を設立して7月17日に初会合を開き、ライドシェアを含めた対策を検討・推進している。